# Beard Papa's
Beard Papa's（ビアード・パパ）是一家總部位於日本大阪市的泡芙连锁店，Beard Papa's也販售其他甜點。Beard Papa's在日本有250多家門店，在全球有300多家門店。
1999年，第一家Beard Papa's在日本大阪市开设。自此之後，Beard Papa's的业务从大阪和日本扩展到澳大利亚、加拿大、中国大陸、香港、印度尼西亚、韩国、马来西亚、新西兰、巴基斯坦、菲律宾、新加坡、台湾、泰国、斯里兰卡、英国、阿拉伯联合酋长国、美国和越南等國家和地區。